# La trincea (miniserie televisiva)
La trincea è uno sceneggiato televisivo, diretto da Vittorio Cottafavi, trasmesso il 4 novembre 1961 dal Secondo canale televisivo di cui costituì la trasmissione inaugurale.

## Trama
Lo sceneggiato è stato tratto dal dramma omonimo di Giuseppe Dessì ambientato in una trincea durante la prima guerra mondiale. Nel dramma, e quindi nello sceneggiato televisivo, sono narrate le fasi salienti della conquista della trincea denominata "dei razzi" da parte della Brigata Sassari il 14 novembre 1915, nell'ambito della Quarta battaglia dell'Isonzo, episodio di cui fu protagonista anche il padre dello scrittore il Maggiore  Francesco Dessì Fulgeri. In trincea, fra le truppe italiane, si passa il tempo ricordando gli affetti familiari e dibattendo il modo migliore per abbattere le difese nemiche. Dal comando italiano giunge l’ordine di attaccare gli austriaci. Il maggiore che comanda il battaglione italiano prepara un piano di attacco; i soldati sono consapevoli che gran parte di loro non sopravviverà.